# 平野駅 (兵庫県)
平野駅（ひらのえき）は、兵庫県川西市平野一丁目にある能勢電鉄妙見線の駅。駅番号はNS07。

## 歴史
駅名の由来は、この地に「平野ヶ沼」という大きな沼地があり、古代から平野と呼ばれていたことにちなむ。

### 年表
- 1913年（大正2年）4月13日：開業[1][2]。
- 1966年（昭和41年）1月：現在地に移転[1][3][注 1]。
- 1969年（昭和44年）10月5日：鶯の森駅 - 当駅間が複線化[1][2]。
- 1973年（昭和48年）4月1日：当駅 - 一の鳥居駅間が複線化[2]。
- 1981年（昭和56年）3月：橋上駅舎化[1]。

## 駅構造
単式1面1線と島式1面2線、合計2面3線のホームを持つ橋上駅で、無人駅である。複線化前は単式1面1線で、駅舎はなくホーム上に待合室があった。
2010年にバリアフリー化工事が完成し、エレベーター・多機能トイレ、階段の2段式手すりが新たに設置された。エスカレーターはそれ以前から駅構内の各ホームにあり、上り線ホームのものは下り、下り線ホームのものは上りとして運用されている。
改札を出てすぐ左手にコンビニ·リズミンがあったが2022年3月18日に閉店した。
駅外側にはスロープもあるが、駅北西側（バスターミナルおよび国道173号方面）にのみ設置されており、駅東側（協立温泉病院方面）には設けられていない。
1号線の川西能勢口寄り（駅構外）には能勢電鉄の運輸事務所があり、1号線からも階段で出入りできる。2階の助役室には、線内で回収された忘れ物が保管されている（一定期間が過ぎると川西警察署に送られる）。

### のりば
|   | 路線    | 行先                                   |
| - | ------- | -------------------------------------- |
| 1 | ■妙見線 | 山下・妙見口・日生中央方面             |
| 2 | ■妙見線 | 川西能勢口・宝塚・梅田方面             |
| 3 | ■妙見線 | 山下・妙見口・日生中央方面（当駅始発） |
| 3 | ■妙見線 | 川西能勢口方面                         |

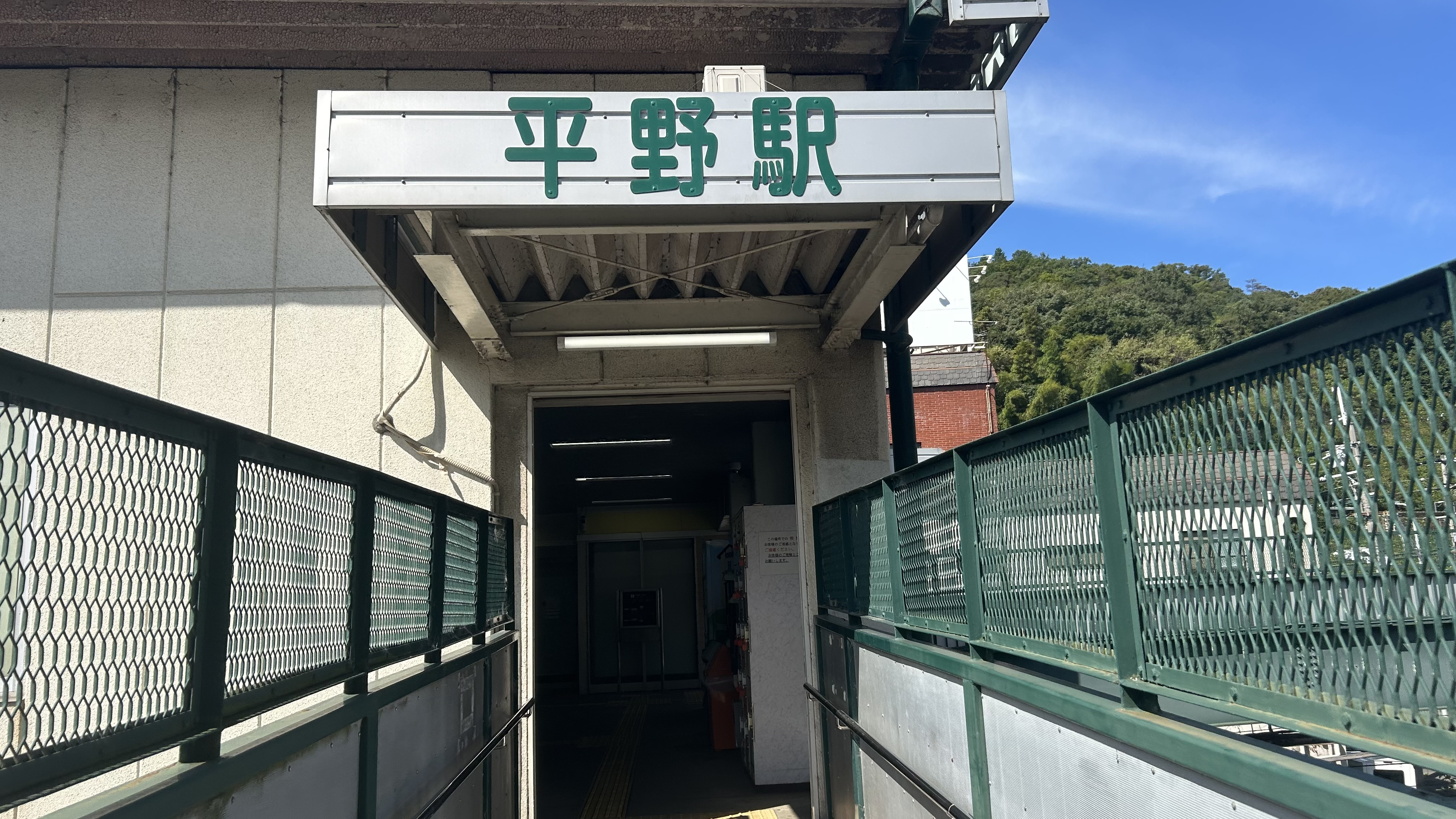
東口
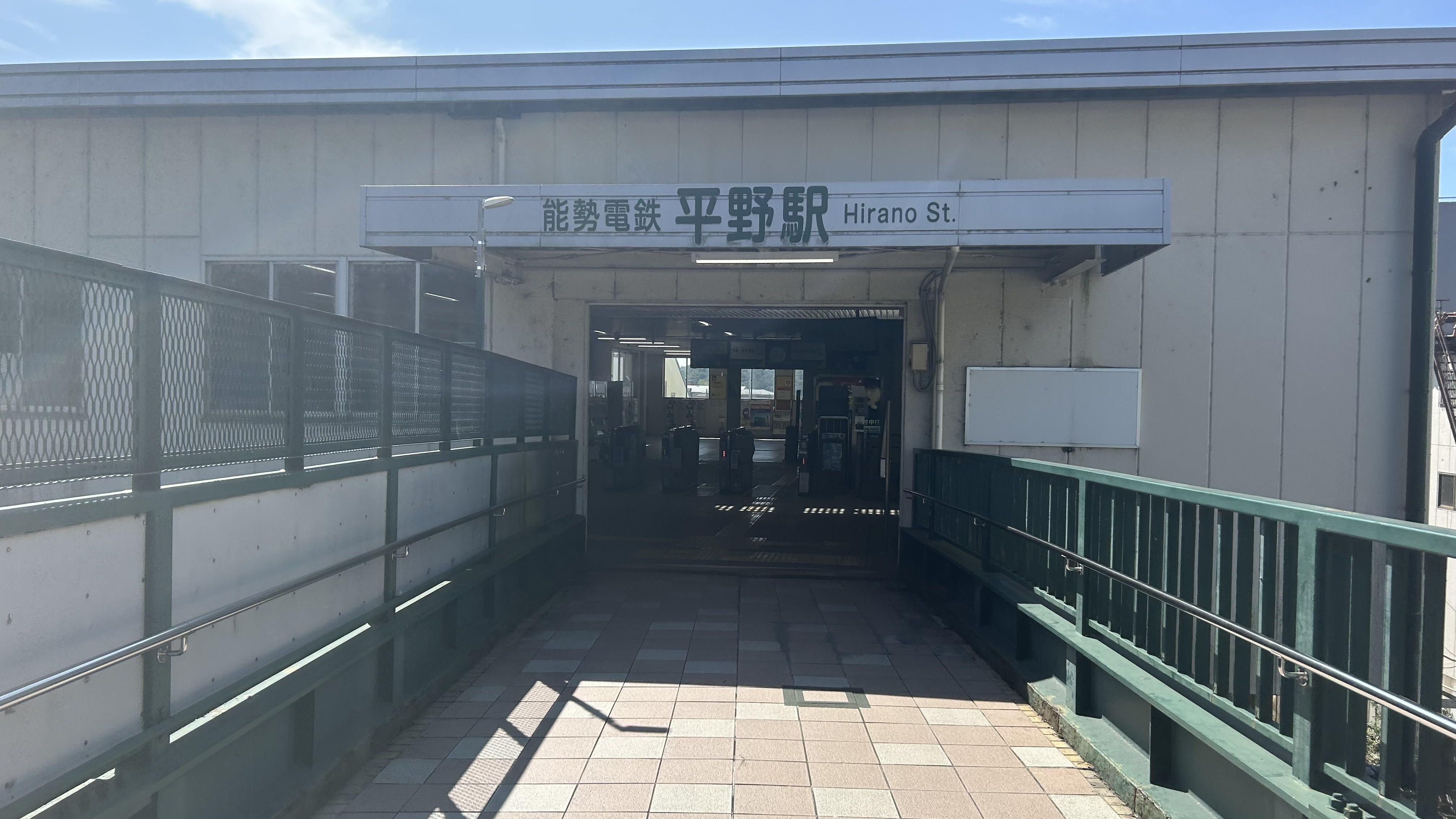
北口
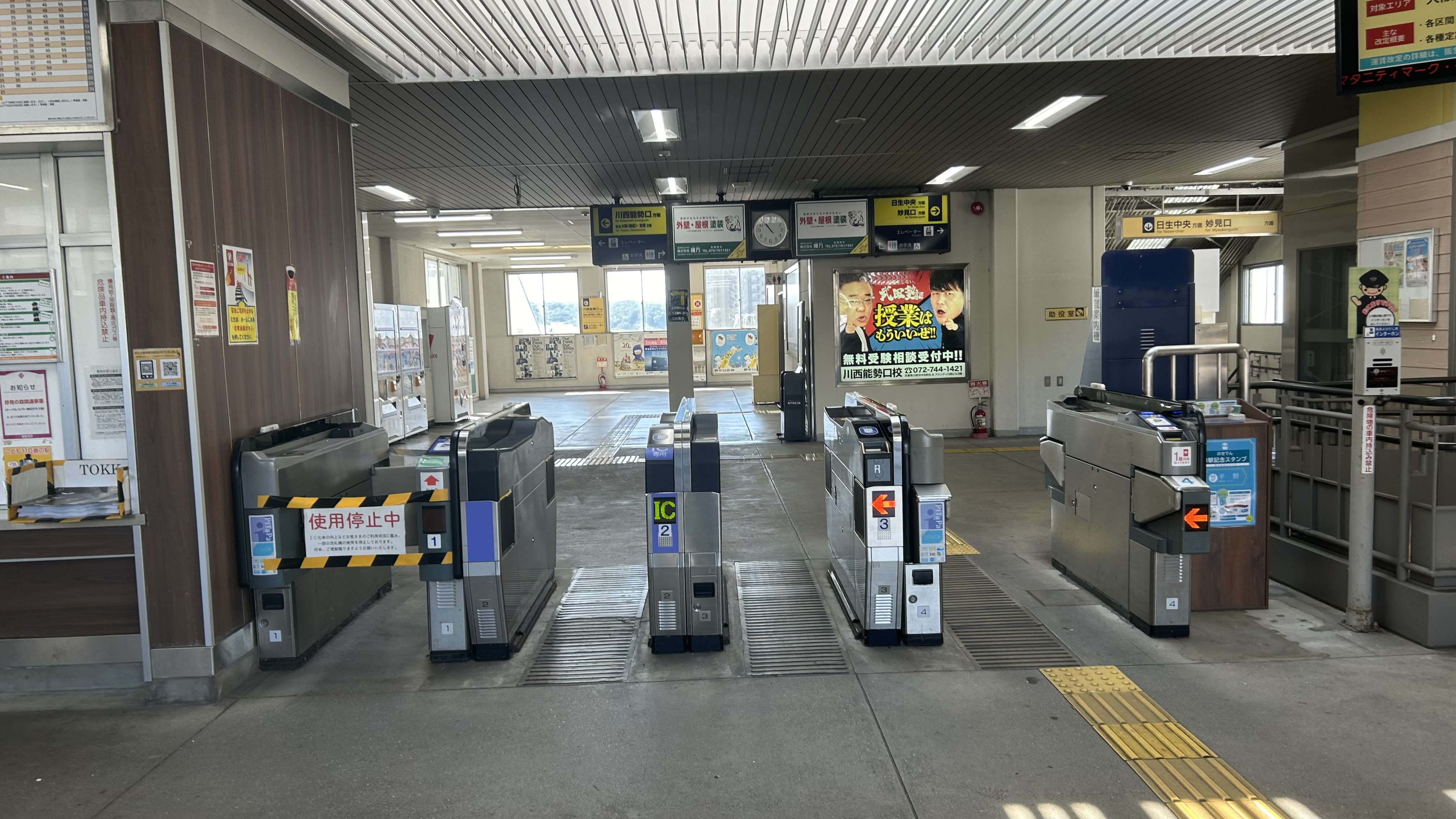
改札口
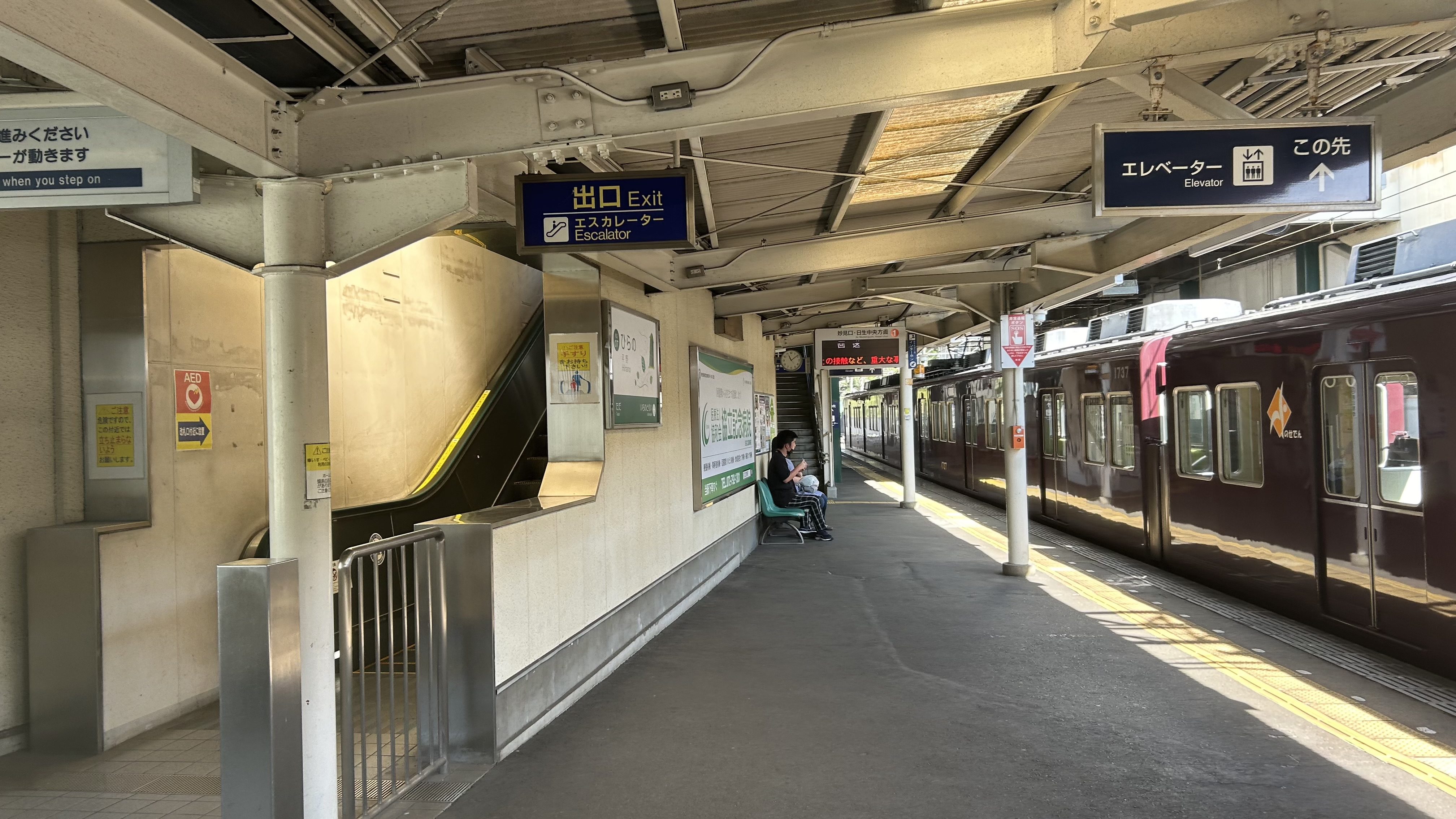
1号線ホーム
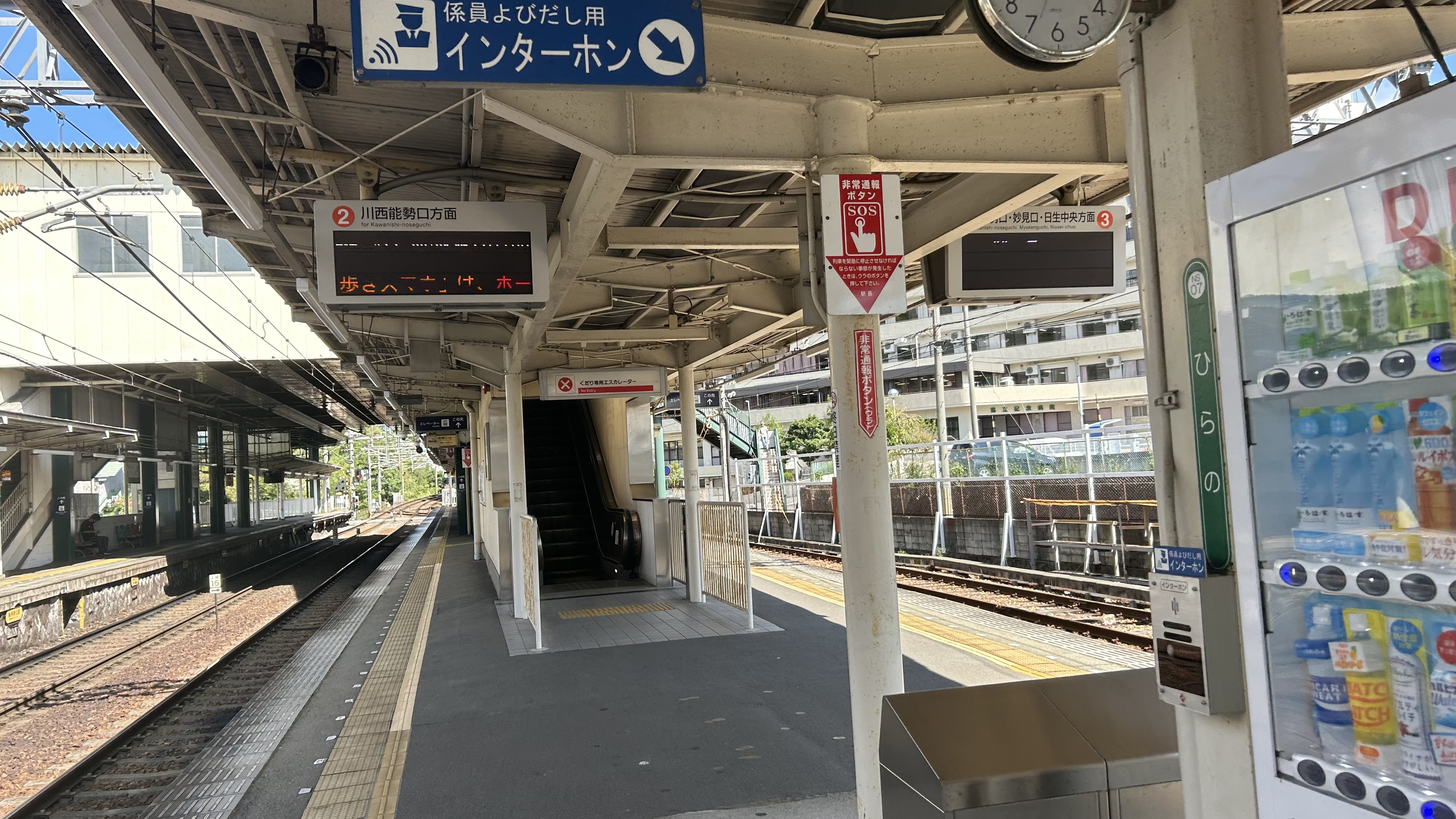
2・3号線ホーム
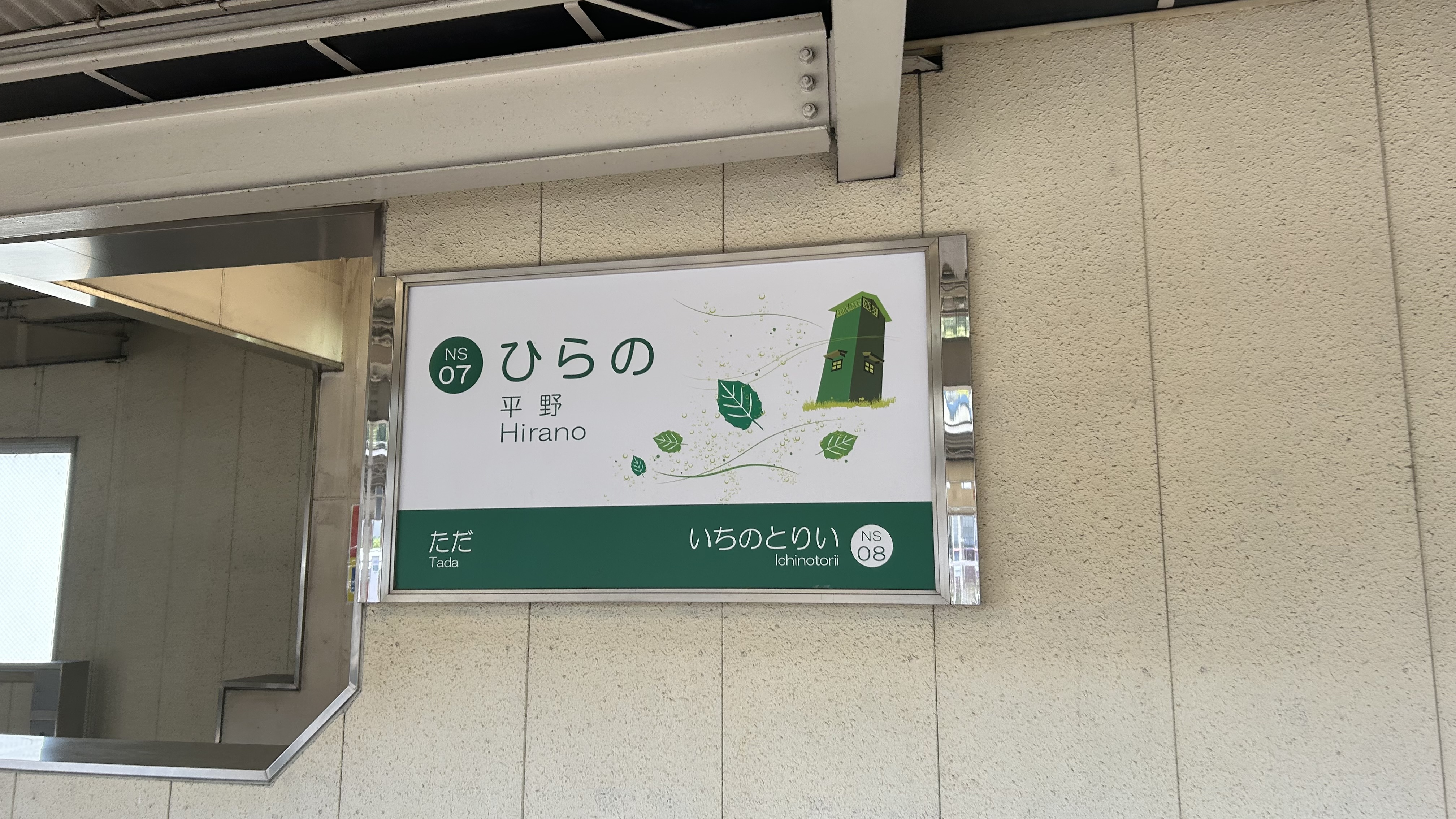
駅名標

- 有効長は1・2号線が8両、3号線が6両編成分である。待合室は島式ホーム（2・3号線）に設置されている。
- 通常は1号線と2号線が使用される。3号線は当駅を始発とする列車に使用されている。また、平野車庫とも接続しているため、車両点検時の入換作業時に使用される。土休日の上り1本のみ、当駅で車両取り替えが行われる。過去には朝ラッシュ時の特急「日生エクスプレス」待避列車にも使用された。能勢電鉄線内で緩急接続がなされるのは、当駅のみであった。
- 当駅止まりの列車、緩急接続を行う列車は2022年12月17日のダイヤ改正で廃止された。
- 年2回（春・秋）、平野車庫にて「のせでんレールウェイフェスティバル」が開催されており、洗車体験の列車は3号線から発着する。体験者は平野車庫（会場）と1号線をつなぐ階段をのぼり、3号線に移動する。体験後は、川西能勢口側の階段から車庫内踏切に降り、会場に戻る。また、当イベント開催時は車両取り替えは行われない。
- 前述のイベントで本線西側の車庫線に留置していた車両は、当駅山下側の分岐部を利用し、本線上でスイッチバックし3号線、車庫に入線する。
- 日生エクスプレスの運行開始前、かつて運行されていた日生急行は通過していたが、1997年（平成9年）の日生エクスプレス運行開始時に全営業列車停車駅となった。現在は通過禁止駅となり当駅を通過する回送や貸切列車なども、一旦運転停車しなければならない仕組みに変更されている。

## 利用状況
川西市統計年鑑によると、1日の平均乗車人員ならびに乗降人員は以下の通りである。
| 年度   | 1日平均 乗車人員 | 1日平均 乗降人員 |
| ------ | ---------------- | ---------------- |
| 2013年 | 3,926            |                  |
| 2014年 | 3,766            |                  |
| 2015年 | 3,758            |                  |
| 2016年 | 3,604            |                  |
| 2017年 | 3,581            |                  |
| 2018年 | 3,467            |                  |
| 2019年 | 3,366            | 6,743            |
| 2020年 | 2,880            | 5,766            |
| 2021年 | 2,822            | 5,681            |
| 2022年 | 2,847            | 5,719            |
| 2023年 | 2,870            | 5,702            |

## 駅周辺

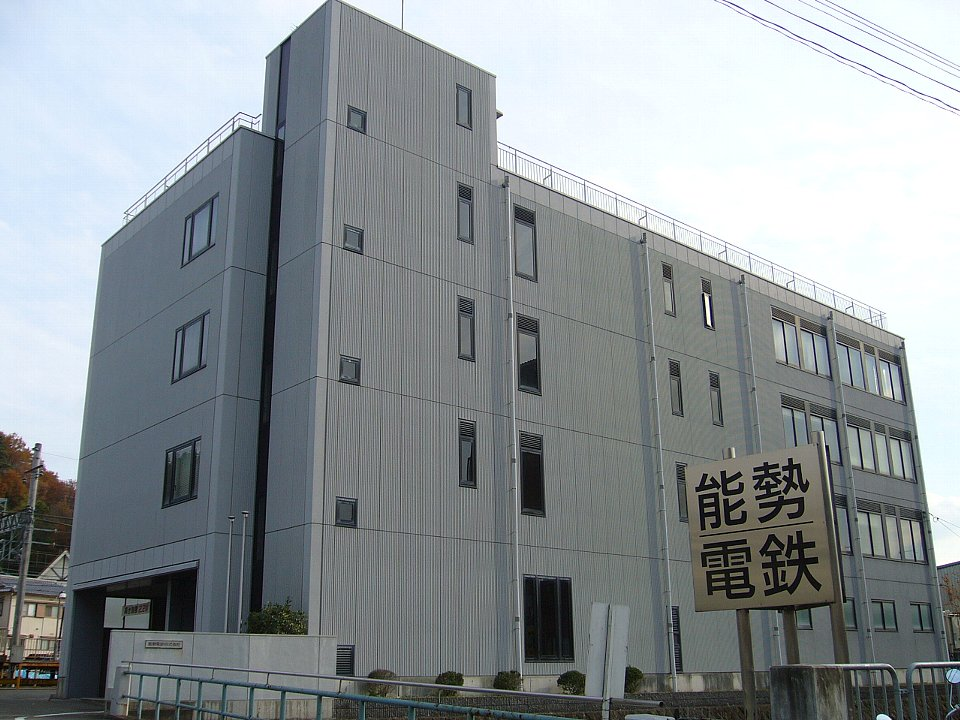
能勢電鉄本社

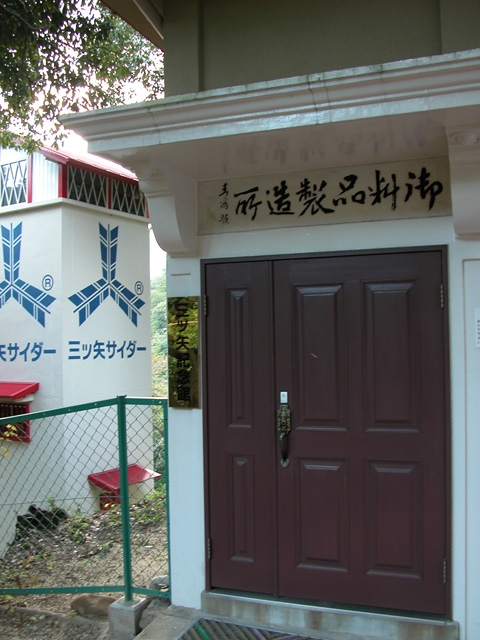
三ツ矢記念館（2002年10月）

能勢電鉄の本社など、同社の中枢を成す施設が集積している他、住宅地が広がっている。
- 能勢電鉄本社、平野車庫、運転指令所[1]
- 協立記念病院
- 三ツ矢記念館跡地
  - 平野は『三ツ矢サイダー』発祥の地[1]で、古くは『三ツ矢平野水』という商品名で販売されていた[注 2]。
  - かつてはこの地に御料工場があり、製造されたサイダーが各地へ向けて出荷されていたが、1954年にはサイダーの取り扱いを終え、後に閉鎖された。
  - 記念館は工場跡地に出店したアサヒビール系列のホームセンター『サンシャイン平野店』と共に営業していたが、2005年3月のサンシャイン閉店と同時に公開を終了した。
- コーナン 川西平野店（サンシャイン平野店跡地に出店）
- ファッションセンターしまむら 川西店
- 多太神社（たぶとじんじゃ、多田神社とは別）
- 多田グリーンハイツ[1]
- 兵庫県立川西緑台高等学校
- 川西緑台郵便局
- 国道173号（能勢街道）
- 塩川

## バス路線
阪急バスの「平野駅」停留所が駅北西のロータリーにあり、以下の各路線が発着している。ターミナル内には案内所もある（能勢電鉄線内の途中駅では唯一）。
かつては平野交差点前の「平野自転車駐車場」に発着していたが、2002年4月より現在地に移転した。同駐車場は閉鎖されたまま、十数年間放置されていたが、現在は跡地に『かつアンドかつ』平野店が出店している。
- 1番のりば（多田グリーンハイツ線・大和団地線）
  - 104系統 - 水明台・向陽台 循環（グリーンハイツセンター経由）
  - 105系統 - 向陽台・水明台 循環（グリーンハイツセンター経由）
  - 106系統 - 清和台営業所前 行（グリーンハイツセンター・向陽台三丁目・水明台一丁目・けやき坂一丁目経由）
  - 100系統 - 山下駅 行（グリーンハイツセンター・向陽台三丁目・川西病院前経由）
  - 大和(1)・(2)系統 - 大和 循環（グリーンハイツセンター・向陽台三丁目・川西病院(玄関前)・山下駅前・畦野駅経由）
- 2番のりば（多田グリーンハイツ線）
  - 101系統 - 清和台営業所前 行（緑台三丁目・けやき坂一丁目経由）
  - 102系統 - 清和台営業所前 行（緑台三丁目・けやき坂一丁目・けやき坂四丁目経由）
- かつては、駅南西の国道173号沿いにもバス停があり、深夜急行バスの『阪急スターライナー』（川西・猪名川線、降車扱いのみ）が平日に1本停車していたが、現在は廃止されている。
- 国道沿いのバス停には、かつては大阪府豊能郡能勢町の宿野方面などへと向かう西能勢線も発着していた。

## その他
当駅発着の定期券を買うと、「のせ平野」と表記される。これは、阪急線内から1枚の定期券で購入可能な圏内にある同名の駅（大阪市高速電気軌道とJR西日本、いずれも大阪府大阪市平野区に所在）との混同を避けるためである。ただし、併記される英語表記は単に「Hirano」である。

## 隣の駅
能勢電鉄
妙見線
■特急「日生エクスプレス」
川西能勢口駅 (NS01) - 平野駅 (NS07) - 畦野駅 (NS09)
■普通
多田駅 (NS06) - 平野駅 (NS07) - 一の鳥居駅 (NS08)